# Mosca (zoologia)

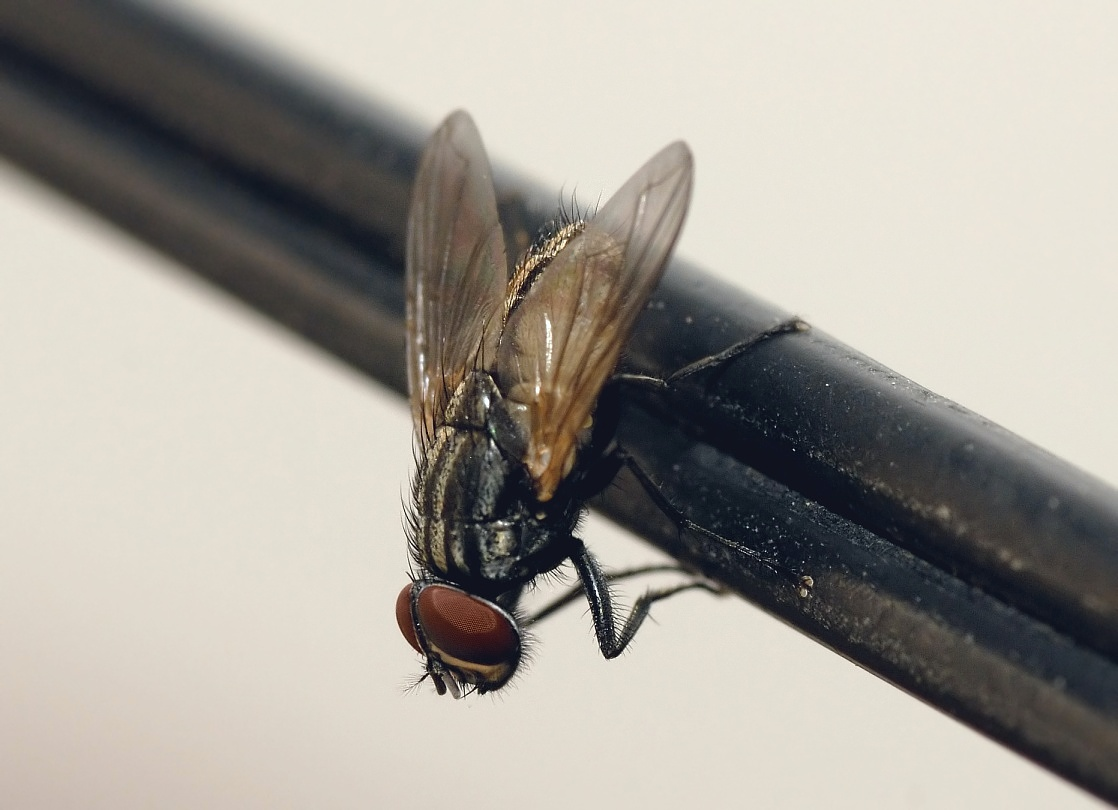
Mosca domestica (Musca domestica)

Mosca è il nome comune con cui si indica un generico insetto dell'ordine dei ditteri che nell'immaginario collettivo presenta alcune caratteristiche di ordine morfologico ed etologico. L'uso di questo nome fa riferimento, in contesti differenti, a diverse accezioni e non è possibile indicare una rigorosa definizione del nome comune su base esclusivamente tassonomica.
Secondo un'analisi statistica di ScienceAlert del 28 febbraio 2018, dal titolo "Deadliest creatures worldwide by annual number of human deaths as of 2018", le mosche sono tra gli animali che ogni anno provocano maggiori morti umane. Precisamente le mosche si trovano al settimo posto, dopo le zanzare, gli stessi esseri umani, i serpenti, i cani, le lumache e le cimici. Tali morti sono in particolare da ricondurre alla malattia del sonno, causata dalla mosca tze tze.

## Antonomasia
Per antonomasia si associa il nome di mosca alla "mosca domestica" (Musca domestica), dittero cosmopolita e ubiquitario, comune in tutti gli ambienti frequentati dall'uomo, aperti o chiusi. La stretta relazione di commensalismo che lega la mosca domestica all'uomo ne rende familiare sia l'aspetto esteriore sia il comportamento. Per estensione si tende spesso ad associare il termine "mosca" a qualsiasi dittero che più o meno vagamente possa ricordare la mosca domestica nel comportamento e soprattutto nell'aspetto.

## Accezione comune
Nel linguaggio comune l'uso appropriato del termine è correlato alla capacità di percepire in modo consapevole le differenze morfologiche ed etologiche che intercorrono tra la mosca domestica e un qualsiasi altro dittero. Gli stessi esperti, almeno nel linguaggio informale, indicano con il nome di mosca non solo la specie Musca domestica, ma anche le specie del genere Musca e per estensione quelle della famiglia Muscidae. L'uso frequente di questa estensione fra gli specialisti comporta la necessità di aggiungere l'aggettivo "domestico" quando in genere si fa specifico riferimento alla M. domestica.
Nei profani la capacità di percepire le specificità morfologiche ed etologiche nell'ambito dei ditteri si riduce e aumentano perciò i contesti in cui il termine "mosca" è usato in senso esteso e più o meno inappropriato, fino a comprendere tutti i ditteri che per vaga somiglianza e per dimensioni ricordano la mosca domestica. A rigore in questi casi il termine è sinonimo di "dittero muscoide" e fa riferimento ad un qualsiasi dittero che nell'immediata percezione non è riconducibile ad una zanzara o ad un moscerino o che comunque non presenta particolari specificità morfologiche. Per esempio la percezione di una marcata differenza delle dimensioni comporta l'uso comune del termine moscone per indicare i ditteri muscoidi di grandi dimensioni, come i Sarcofagidi, e l'uso comune del termine moscerino per indicare non solo i Nematoceri, ma anche i ditteri muscoidi di piccole dimensioni come per esempio i Drosofilidi. La percezione di marcate differenze nella pigmentazione comporta differenti approcci. Per esempio l'aposematismo e l'etologia che caratterizzano i Sirfidi difficilmente li porta ad essere associati alla mosca propriamente detta, pur avendo molte specie un aspetto muscoide, poiché ad un'osservazione non attenta sono facilmente scambiati dagli inesperti per imenotteri apoidei. Al contrario nel caso delle Lucilia (Diptera: Calliphoridae), la percezione della morfologia prevale su quella cromatica nonostante i caratteristici colori metallici le rendano facilmente riconoscibili; infatti questi insetti sono associati alle mosche e nel linguaggio comune ci si limita per lo più ad aggiungere un aggettivo che specifica il colore.

## Aspetto muscoide

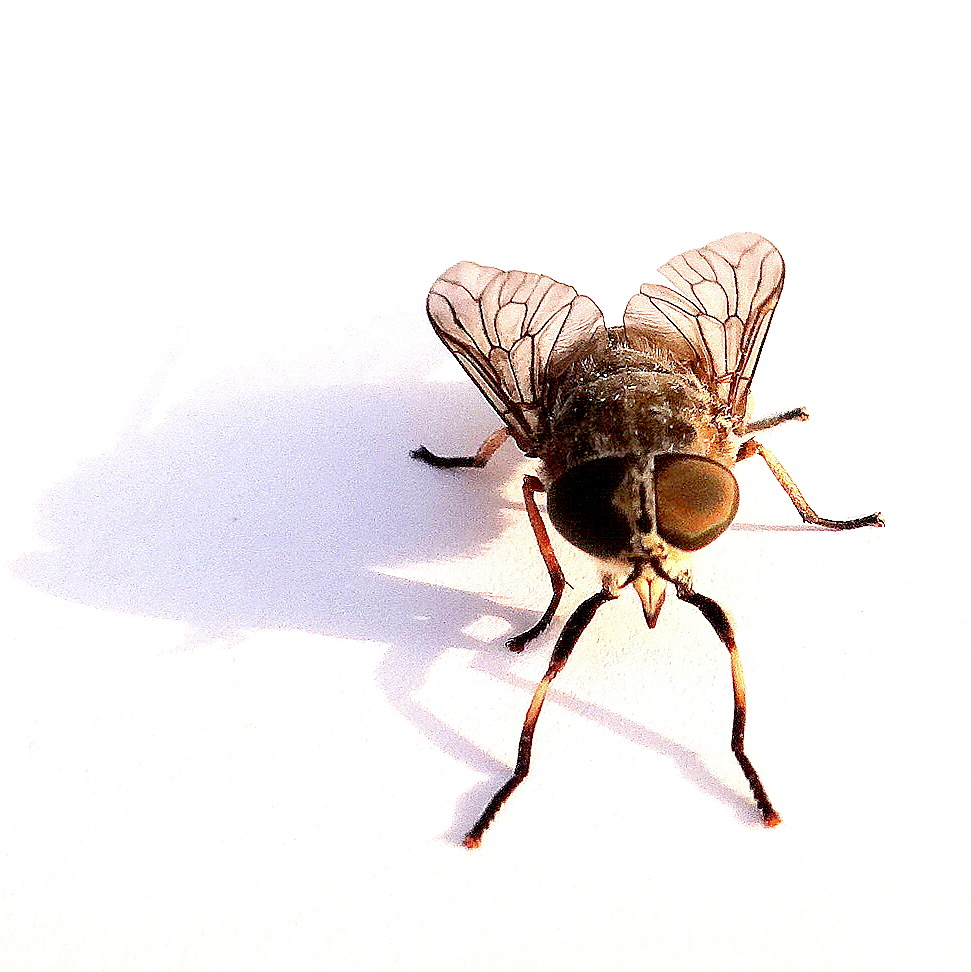
L'aspetto muscoide

In generale i principali caratteri che possono identificarsi nell'aspetto muscoide e che associano un dittero alla mosca domestica sono i seguenti:
- insetti di dimensioni medie (5-10 mm);
- corpo compatto ben distinto in capo, torace e addome e provvisto di zampe e ali funzionali;
- apparato succhiante ben visibile, utilizzato per cibarsi di resti organici sfruttando la saliva, nel caso dei tafani femmina l'apparato è perforante-succhiante
- livrea con pigmentazione grigia o anche con sfumature verso il nero o verso il bruno;
- mancata percezione delle antenne;
- capo ben evidente, libero, largo e con occhi grandi;
- torace largo e robusto, relativamente breve;
- addome fusiforme, poco evidente;
- una coppia di ali ben sviluppate, trasparenti, disposte orizzontalmente ai lati dell'addome in posizione di riposo.

Alla percezione delle caratteristiche morfologiche possono eventualmente aggiungersi alcuni aspetti etologici, tra cui l'abilità nel volo, l'emissione del ronzio, la capacità di camminare su qualsiasi superficie, anche il vetro, indipendentemente dall'orientamento, la molestia, la frequentazione di particolari ambienti.

## Accezioni specifiche
Nel linguaggio comune e nel linguaggio tecnico informale si associa al sostantivo "mosca" un aggettivo o una locuzione per far riferimento ad una specie o ad un gruppo di specie simili, generalmente caratterizzate da specifici comportamenti, spesso delle larve. In questi casi l'adozione del termine mosca prescinde dalla distanza filogenetica che intercorre fra il dittero in questione e la mosca domestica. In genere il termine è comunque applicato ad un dittero del sottordine dei Brachiceri, ma esistono casi in cui si applica anche ad insetti appartenenti ad altri ordini.
Nel caso di ditteri brachiceri, la locuzione è spesso sostituita dal semplice sostantivo (mosca) quando il riferimento non lascia alcun dubbio. Per esempio in una conversazione o un testo che trattano della "mosca delle olive", si può usare spesso il semplice nome "mosca" per fare riferimento alla specie Bactrocera oleae senza alcuna ambiguità.
Nella seguente tabella sono riportati alcuni esempi di accezioni specifiche del termine "mosca".
| Nome comune                     | Specie o genere         | Famiglia      | Infraordine  | \| | Nome comune               | Specie o genere        | Famiglia       | Infraordine |
| ------------------------------- | ----------------------- | ------------- | ------------ | -- | ------------------------- | ---------------------- | -------------- | ----------- |
| Mosca cavallina                 | Varie                   | Tabanidae     | Tabanomorpha | \| | Mosca del formaggio       | Piophila casei         | Piophilidae    | Muscomorpha |
| Mosca cavallina                 | Hippobosca equina       | Hippoboscidae | Muscomorpha  | \| | Mosca della bietola       | Pegomyia betae         | Anthomyiidae   | Muscomorpha |
| Mosca cavallina                 | Stomoxys calcitrans     | Muscidae      | Muscomorpha  | \| | Mosca tse-tse             | Glossina sp.           | Glossinidae    | Muscomorpha |
| Mosca delle olive               | Bactrocera oleae        | Tephritidae   | Muscomorpha  | \| | Mosca grigia della carne  | Sarcophaga sp.         | Sarcophagidae  | Muscomorpha |
| Mosca del melone                | Bactrocera cucurbitae   | Tephritidae   | Muscomorpha  | \| | Mosca domestica minore    | Fannia canicularis     | Fanniidae      | Muscomorpha |
| Mosca orientale della frutta    | Bactrocera dorsalis     | Tephritidae   | Muscomorpha  | \| | Mosca gialla              | Scatophaga stercoraria | Scathophagidae | Muscomorpha |
| Mosca mediterranea della frutta | Ceratitis capitata      | Tephritidae   | Muscomorpha  | \| | Mosca azzurra della carne | Calliphora sp.         | Calliphoridae  | Muscomorpha |
| mosca mediterranea              | mosca                   | tephritidae   | Muscomorpha  | \| | Mosca verde               | Lucilia sp.            | Calliphoridae  | Muscomorpha |
| Mosca dell'asparago             | Platyparea poeciloptera | Tephritidae   | Muscomorpha  | \| | Mosca della carota        | Psila rosae            | Psilidae       | Muscomorpha |
| Mosca del sedano                | Euleia heraclei         | Tephritidae   | Muscomorpha  | \| | Mosca del cervo           | Lipoptena cervi        | Hippoboscidae  | Muscomorpha |
| Mosca della noce                | Rhagoletis completa     | Tephritidae   | Muscomorpha  | \| |                           |                        |                |             |

## La mosca nella cultura

Stemma del comune di Pressy, dipartimento del Passo di Calais, Francia, ornato con mosche

In araldica l'insistenza tipica della mosca nel molestare gli altri esseri è stata sublimata in tenacia in battaglia e con tale significato compare come elemento decorativo dei blasoni. La mosca araldica è generalmente rappresentata rampante, ovvero con la testa rivolta verso l'alto.
In astronomia la Mosca è una delle dodici costellazioni introdotte da Petrus Plancius nel XVI secolo. Originariamente rappresentava un'ape verso cui il Camaleonte protendeva la propria lingua. Nel XVIII secolo Nicolas Louis de Lacaille la ribattezzò Mosca Australe. L'aggettivo cadde in disuso quando fu soppressa la costellazione della Mosca Boreale.

### La piccolezza
La mosca, in quanto insetto di minuscole dimensioni, viene talvolta impiegata in denominazioni metaforiche che fanno allusione alla piccolezza e/o alla leggerezza.
In ambito biologico "uccello-mosca" è una denominazione corrente dei colibrì, una famiglia di uccelli dalle dimensioni estremamente ridotte; il colibrì di Elena Mellisuga helenae, che ne fa parte, è il più piccolo uccello vivente. Analogamente nella boxe la categoria dei pesi mosca è quella col limite di peso più basso, almeno nella European Boxing Union.

### Religione
Belzebù, il nome di una divinità filistea adorata in epoca biblica nella città di Ekron, significa letteralmente "Signore delle Mosche".

### Letteratura
La mosca e i ditteri in generale sono insetti che hanno avuto da sempre una particolare presenza in letteratura.
Numerose sono le opere che contengono questo animale menzionato nel titolo e tantissimi sono quelle in cui questo dittero fa la propria apparizione nel testo. Luciano di Samosata, autore greco del II secolo d.C., scrisse un'operetta retorica intitolata Elogio della mosca, che consiste in un encomio paradossale (paignion) in cui l'autore esalta le caratteristiche fisiche e persino morali dell'insetto. Ai giorni nostri sono numerose le intrusioni nelle pagine di letterati di tutto rispetto come Pirandello (La mosca), Sartre (Le mosche, 1943), Camus, Simenon, William Golding (Il signore delle mosche). Inoltre nella celebre fiaba dei fratelli Grimm Sette in un colpo, il sarto protagonista si vanta di aver ucciso sette mosche in un colpo solo facendo credere a tutti i personaggi che incontra che si tratti di uomini. Questo equivoco permette al protagonista di compiere le imprese più temerarie che si possano immaginare.

### Cinema
- L'esperimento del dottor K. (The Fly, 1958), di Kurt Neumann
- Il signore delle mosche (1963), di Peter Brook
- 4 mosche di velluto grigio (1971) di Dario Argento
- Il signore delle mosche (1990), di Harry Hook
- La mosca (1986), di David Cronenberg
- La mosca 2 (1989), di Chris Walas
- La scuola (1995), di Daniele Luchetti
- Mandibules (2020), di Quentin Dupieux

### Musica
- La morte della mosca (Claudio Lolli, Ho visto anche degli zingari felici, 1976)
- L'acchiappamosche (Luca Bonaffini, Nessuno è scomparso, 2007)
- La mosca (Brunori Sas, Vol. 2 - Poveri Cristi, 2011)

### Pittura

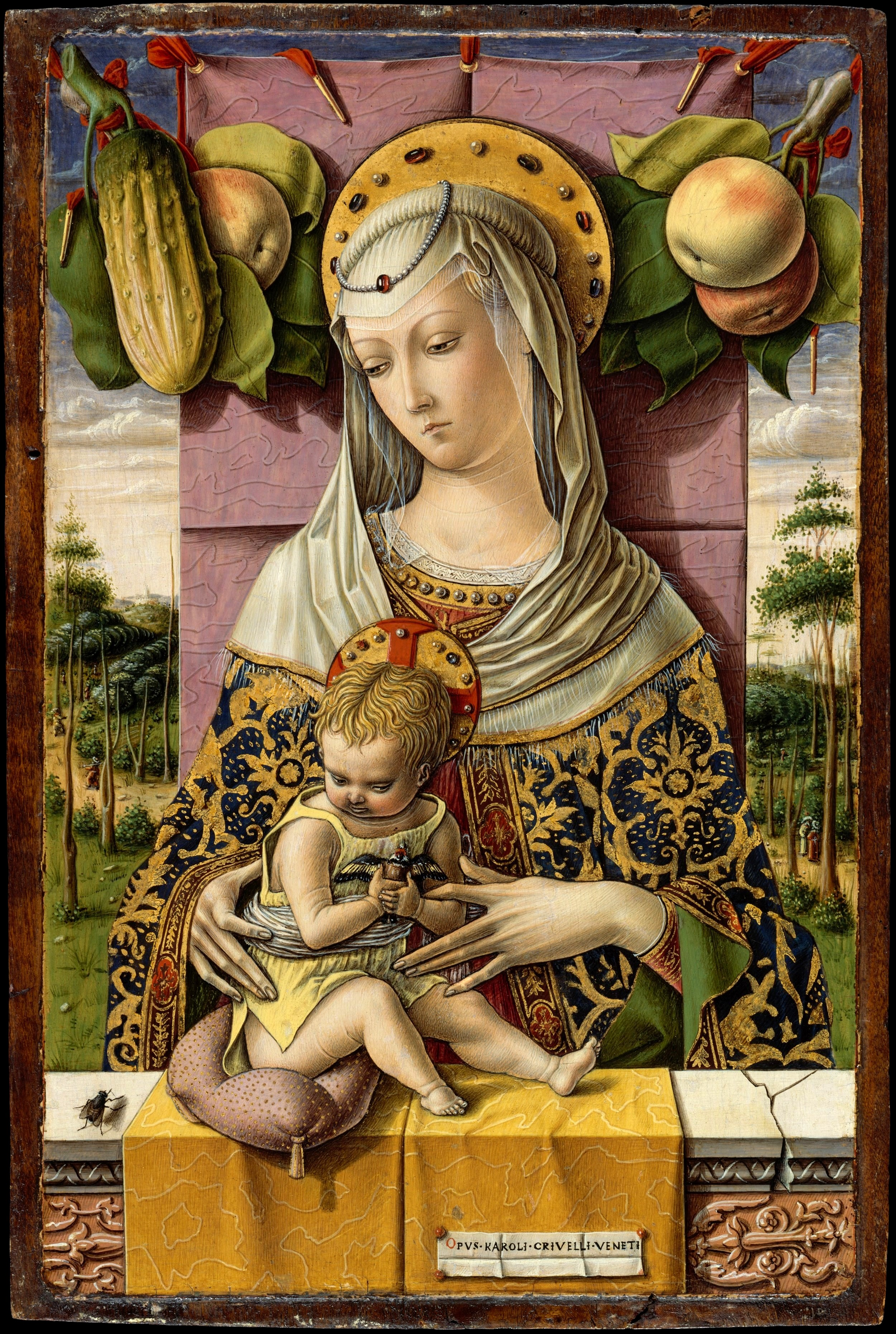
Carlo Crivelli (1473): "Madonna con Bambino", una mosca è dipinta, in modo realistico con ombra sul ripiano in basso a sinistra

Un aneddoto di Giorgio Vasari sulla giovinezza del pittore Giotto e sul suo carattere riguarda un curioso trompe-l'œil: nell'aneddoto si narra che Giotto, ancora apprendista di Cimabue, dipinse su un'opera del maestro una mosca in modo così convincente da far sì che Cimabue cercasse di scacciarla.

### Leggende metropolitane
Secondo una leggenda metropolitana particolarmente non basata su ricerche scientifiche, affiggere un cartello con scritto in nero a caratteri grandi il numero 58 terrebbe lontano le mosche. Questa tesi si basa sulla presupposizione che l'insetto vedrebbe nel cartello il pericolo di una ragnatela, tenendosi quindi a distanza.